# (1479) Inkeri
(1479) Inkeri es un asteroide que forma parte del cinturón de asteroides y fue descubierto por Yrjö Väisälä desde el observatorio de Iso-Heikkilä, Finlandia, el 16 de febrero de 1938.

## Designación y nombre
Inkeri se designó al principio como 1938 DE.
Más adelante fue nombrado así en honor de una nieta y una sobrina del descubridor.

## Características orbitales
Inkeri orbita a una distancia media de 2,677 ua del Sol, pudiendo acercarse hasta 2,164 ua. Tiene una inclinación orbital de 7,303° y una excentricidad de 0,1917. Emplea 1600 días en completar una órbita alrededor del Sol.